# Серро-Міньїкес
Серро-Міньїкес або просто Міньїкес (ісп. Serro Miñiques) — вулканічний комплекс, розташований в чилійському регіоні Антофаґаста, на південь від озера Лагуна-Місканті.